# Cemento

1.Dente 2.Esmalte dentário 3.Dentina 4.Polpa dentária 7.Cemento 12.Raiz 17.Periodonto 18. Gengiva 22.Ligamento periodontal

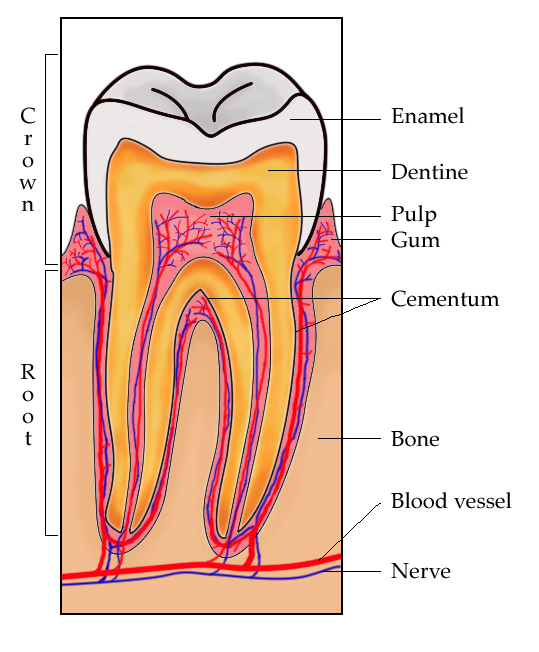
Imagem esquemática das estruturas dentais

Na odontologia, o cemento é um tecido mineralizado especializado que recobre a superfície da raiz. Tem muitas características comuns com o tecido ósseo do dente, entretanto não contém vasos sanguíneos nem linfáticos, não possui inervação e não entra em reabsorção fisiológica (ou remodelação), embora seja caracterizado por uma contínua deposição ao longo da vida. Como outros tecidos mineralizados, ele consiste de fibras colágenas embebidas em matriz orgânica.

## Composição
O mineral contido é principalmente a hidroxiapatita com cerca de 60% do seu peso, um pouco menos que o osso (70%).
A maior parte da porção orgânica do cemento é composta de por colágeno tipo I (90%) e tipo III (em torno de 5%). As fibras de Sharpey, que constituem uma porção considerável do volume do cemento, são compostas principalmente por colágeno tipo I. O colágeno tipo III parece recobrir o tipo I das fibras de Sharpey.

## Função
O cemento serve para diferentes funções, duas delas são: inserir as fibras do ligamento periodontal da raiz, e contribuir para o processo de reparação após o dano da superfície radicular.

## Classificação
Dois tipos de cemento são reconhecidos:

#### Cemento acelular
- Cemento primário ou acelular, que se forma em conjunção à formação da raiz e da erupção dental.

#### Cemento celular
- Cemento secundário ou celular, que se forma após o dente entrar em oclusão e em resposta às demandas funcionais, entretanto áreas com cemento acelular ou celular podem se alternar na superfície da raiz.

O cemento celular vai ser formado sobre o cemento primário acelular no período funcional do dente. Algumas destas células são incorporadas ao cementoide que, subsequentemente, se mineraliza para formar o cemento; assim, estas células aprisionadas no cemento são denominadas cementócitos, e o cemento celular é apenas encontrado na área intra-alveolar. Os cementócitos se comunicam entre si através de uma rede de processos citoplasmáticos que correm por meio de canalículos no cemento, ocorrendo o mesmo processo para a comunicação entre os cementócitos e cementoblastos. A presença de cementócitos transportam nutrientes para o cemento e contribuem para a manutenção da vitalidade deste tecido mineralizado. A porção das fibras inseridas no cemento da raiz e do osso alveolar são chamadas fibras de Sharpey.